# Маршалл Форбс
Маршалл Ламар Форбс-Мур (англ. Marshall Lamar Forbes-Moore; нар. 6 листопада 1980, Джорджтаун) — футболіст Кайманових Островів, який грав на позиції нападника. Відомий за виступами у складі збірної Кайманових Островів.

## Клубна кар'єра
Маршалл Форбс розпочав виступи в дорослому футболі в 2003 році в команді з Кайманових островів «Латінос». У 2005—208 році грав у США за команду коледжу «Ліндсі Вілсон Блу Райдерс». У 2008 році повернувся на батьківщину, де знову грав у клубі «Латінос», у якому він і завершив виступи на футбольних полях у 2016 році.

## Виступи за збірну
У 2004 році Маршалл Форбс дебютував у складі збірної Кайманових Островів. У складі збірної брав участь у кваліфікаційних турнірах чемпіонату світу з футболу та Золотого кубка КОНКАКАФ. У складі збірної грав до 2008 року, провів у складі збірної 6 матчів, у яких відзначився 2 забитими м'ячами.